# Франсиско Федулло
Франсиско Федулло (італ. Francisco Fedullo, 27 травня 1905, Монтевідео — 26 січня 1963, Монтевідео) — італійський та уругвайський футболіст, що грав на позиції нападника.
Виступав за «Болонью» в період її найвищого розквіту, ставши з клубом триразовим чемпіоном Італії та дворазовим володарем Кубка Мітропи, одного з найпрестижніших європейських турнірів того часу. Також виступав за національні збірні Уругваю та Італії.

## Клубна кар'єра
У дорослому футболі дебютував 1923 року виступами за команду клубу «Суд Америка», в якій провів сім сезонів.
1930 року повернувся до Італії, країни свої батьків, які були вихідцями із Салерно, і став грати за «Болонью». Відіграв за болонську команду дев'ять сезонів своєї ігрової кар'єри, при цьому весь час був основним гравцем, виступаючи на позиції лівого інсайда. Правого інсайда грав ще один уругваєць Рафаель Сансоне, а на вістрі атаки діяв знаменитий центрфорвард Анджело Ск'явіо. У 1932 році «Болонья» здобула Кубок Мітропи. На своєму шляху команда пройшла лише двох суперників: празьку «Спарту» (5:0, 0:3) у чвертьфіналі і віденський «Ферст» (2:0, 0:1) у півфіналі. Фінальна гра не відбулась через дискваліфікацію обох інших півфіналістів, тому «Болонья» отримала титул автоматично. Через сезон, у розіграші 1934 року, Федулло допоміг команді вдруге виграти цей престижний міжнародний трофей.
У 1936 році «Болонья» зуміла перервати п'ятирічну гегемонію туринського «Ювентуса» і здобула звання чемпіона Італії, випередивши на одне очко «Рому». Після цього Франсиско з командою здобув ще два чемпіонські титули в наступні три сезони, а у 1937 році також переміг з командою у представницькому міжнародному Виставковому турнірі у Парижі.
Наприкінці 1939 року він повернувся до Уругваю, щоб закінчити свою кар'єру в своїй колишній команді «Суд Америка» у наступному році.

## Виступи за збірні
30 серпня 1928 року провів один матч у складі національної збірної Уругваю, зігравши в товариській грі проти Аргентини (0:1). 
14 лютого 1932 року дебютував в офіційних матчах у складі національної збірної Італії, ставши одним з багатьох «оріундо» у збірній, вихідців з Італії, що народились у Південній Америці. Франсиско зіграв того дня у матчі кубка Центральної Європи проти Швейцарії (3:0), віздначившись хет-триком. Свій другий і останній матч за національну команду провів через рік, 12 лютого 1933 року, зігравши в товариській грі з Бельгією (3:2).
Помер 26 січня 1963 року на 58-му році життя у місті Монтевідео.
| Дата       | Місто    | Господарі | Результат | Гості     | Турнір                   | Голи | Примітки |
| ---------- | -------- | --------- | --------- | --------- | ------------------------ | ---- | -------- |
| 14/02/1932 | Неаполь  | Італія    | 3 – 0     | Швейцарія | Кубок Центральної Європи | 3    |          |
| 12/02/1933 | Брюссель | Бельгія   | 2 – 3     | Італія    | товариський матч         | -    |          |
| Усього     |          | Матчів    | 2         |           | Голів                    | 3    |          |

### Статистика виступів у кубку Мітропи
| №                      | Розіграш               | Стадія                 | Дата та місце проведення | Команда 1              | Рахунок | Команда 2         | Голи та інші дії |
| ---------------------- | ---------------------- | ---------------------- | ------------------------ | ---------------------- | ------- | ----------------- | ---------------- |
| 1                      | 1932                   | 1/4                    | 10.06.1932, Болонья      | Болонья                | 5:0     | Спарта (Прага)    |                  |
| 2                      | 1932                   | 1/4                    | 28.06.1932, Прага        | Спарта (Прага)         | 3:0     | Болонья           |                  |
| 3                      | 1932                   | 1/2                    | 10.07.1932, Болонья      | Болонья                | 2:0     | Ферст Вієнна      |                  |
| 4                      | 1932                   | 1/2                    | 17.07.1932, Відень       | Ферст Вієнна           | 1:0     | Болонья           |                  |
| 5                      | 1934                   | 1/8                    | 17.06.1934, Болонья      | Болонья                | 2:0     | Бочкаї (Дебрецен) |                  |
| 6                      | 1934                   | 1/8                    | 24.06.1934, Будапешт     | Бочкаї (Дебрецен)      | 2:1     | Болонья           |                  |
| 7                      | 1934                   | 1/4                    | 1.07.1934, Болонья       | Болонья                | 6:1     | Рапід (Відень)    |                  |
| 8                      | 1934                   | 1/4                    | 8.07.1934, Відень        | Рапід (Відень)         | 4:1     | Болонья           |                  |
| 9                      | 1934                   | 1/2                    | 15.07.1934, Будапешт     | Ференцварош            | 1:1     | Болонья           |                  |
| 10                     | 1934                   | 1/2                    | 22.07.1934, Болонья      | Болонья                | 5:1     | Ференцварош       |                  |
| 11                     | 1934                   | Фінал                  | 5.09.1934, Відень        | Адміра (Відень)        | 3:2     | Болонья           |                  |
| 12                     | 1934                   | Фінал                  | 9.09.1934, Болонья       | Болонья                | 5:1     | Адміра (Відень)   | 44'              |
| 13                     | 1936                   | 1/8                    | 21.06.1936, Болонья      | Болонья                | 2:1     | Аустрія (Відень)  |                  |
| 14                     | 1936                   | 1/8                    | 28.06.1936, Відень       | Аустрія (Відень)       | 4:0     | Болонья           |                  |
| 15                     | 1937                   | 1/8                    | 13.06.1937, Болонья      | Болонья                | 1:2     | Аустрія (Відень)  |                  |
| 16                     | 1937                   | 1/8                    | 25.06.1937, Відень       | Аустрія (Відень)       | 5:1     | Болонья           |                  |
| 17                     | 1939                   | 1/4                    | 18.06.1939, Бухарест     | Венус (Бухарест)       | 1:0     | Болонья           |                  |
| Всього в кубку Мітропи | Всього в кубку Мітропи | Всього в кубку Мітропи | Всього в кубку Мітропи   | Всього в кубку Мітропи | 17      | Голи              | 1                |

## Титули і досягнення
- Чемпіон Італії (3):

«Болонья»: 1935/36, 1936/37, 1938/39
- Володар Кубка Мітропи (2):

«Болонья»: 1932, 1934
- Переможець міжнародного турніру до всесвітньої виставки у Парижі:

«Болонья»: 1937